# Bertulphe de Nangis
Pour les articles homonymes, voir Bertulphe et Nangis (homonymie).
Bertulphe de Nangis (en latin : Bartolfus de Nangeio) dit « le Pèlerin » (peregrinus) est un chroniqueur français du début du XIIe siècle, auteur d'une histoire de la première croisade rédigée en latin. Comme son nom l'indique, il pourrait être originaire de Nangis, près de Paris.
Son histoire de la première croisade intitulée Historia Francorum expugnantium Iherusalem s'inspire beaucoup de la Gesta Francorum et aliorum Hierosolimitanorum et de l’Historia Hierosolymitana de Foucher de Chartres mais offre des détails originaux sur l'expédition menée par le prince Bohémond de Tarente contre l'Empire byzantin en 1107. Sa description de la ville sainte diffère de celle que donne Foucher et son récit de la défaite des chrétiens à Ramla en 1102 est plus complet.
Bertulphe met fin à sa chronique après la défaite des Égyptiens et la mort de l'émir d'Ascalon en 1105 ; il écrivait avant l'année 1109 car il parle de Tripoli comme étant encore aux mains des musulmans.
L'érudit allemand Gaspard de Barth, dans ses remarques sur les Gesta Francorum, croit que Bertulphe de Nangis était allemand ; Johann Albert Fabricius a suivi ce sentiment dans la Bibliotheca latina ainsi que Burkhard Gotthelf Struve dans la Bibliotheca historica.